# 1939年のグランプリ・シーズン
1939年のグランプリ・シーズン は、AIACRヨーロッパ選手権の第7回大会が開催されたグランプリ・シーズンである。シーズン最後のレースから約2週間後、第二次世界大戦が勃発したために、AIACRが1939年のチャンピオンを公式に宣言することは無かった。イタリアグランプリが当初第5戦として予定されていたが、建設工事の問題から、戦争が始まる以前に既にキャンセルされることが決定されていた。1939年シーズンの最後のグランプリが終了した時点でも、この年の選手権に適用されるポイント制度は決定されていなかった。検討されていたポイント制度は、順位をポイントとして加算して合計点が最低のドライバーを王者とするものと、合計点が最高のドライバーを王者にするフランス国内レース式のもの（現代のものに近い）のふたつだった。従来のポイント制度を適用すると、1939年のヨーロッパ選手権を制したのはヘルマン・パウル・ミューラーとなるが、ナチス・ドイツのモータースポーツ局長はヘルマン・ラングがチャンピオンであると宣言した。1939年シーズンのラングは他を圧倒するパフォーマンスを見せており、国際的な報道でもそれは認められていた。全4戦の選手権の最初の2戦でラングとミューラーは共に1戦で勝利し、もう1戦をレース距離の75%未満を消化してリタイアした。続くドイツグランプリで、ラングはレース序盤にリタイアし、ミューラーはルドルフ・カラツィオラに次いで2位になった。この結果、最終戦スイスグランプリの前の時点では、ミューラーがどちらのポイント制度でもランキング首位となった。ミューラーはスイスグランプリを3台のメルセデスに次ぐ4位で終え、従来のポイント制度下でのチャンピオンを獲得したが、ラングがカラツィオラを破ってこのグランプリに勝利したことで、フランス国内レース式のポイント制度下でのチャンピオンはラングという結果になった。

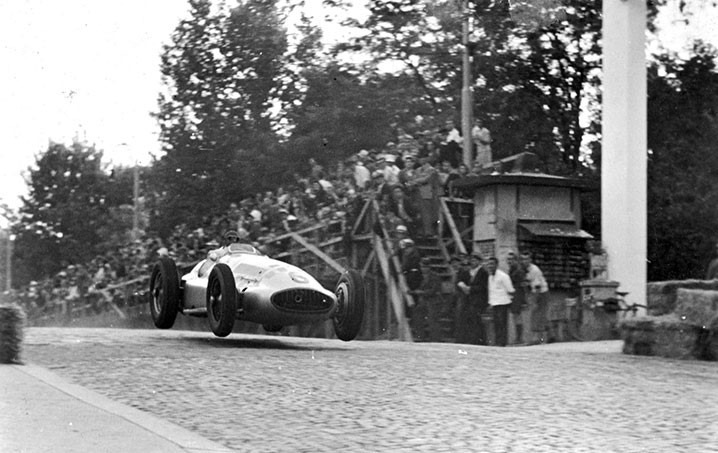
開戦直後のベオグラードGPでメルセデスW154を操るマンフレート・フォン・ブラウヒッチュ

## シーズン概要
メルセデス・ベンツは継続してメルセデスW154を使用したが、新たに流線型のボディワークをまとったW154の外観は大きく変化した。さらに、メルセデスはヴォワチュレット(最大排気量1500cc)のレースとして開催されたトリポリグランプリに参戦するため、スーパーチャージャー付1.5 V8エンジンのメルセデス・ベンツ・W165を開発した。アウトウニオンは、スーパーチャージャーを改良したアウトウニオン・タイプDで参戦した。アルファロメオは、V16エンジンのティーポ316に小規模な改良を施すに留まった。タツィオ・ヌヴォラーリが去ったことでアルファコルセのエースはジュゼッペ・ファリーナとなったが、アルファロメオの1939年シーズンはヴォワチュレットでの参戦が主になった。シーズンが開幕すると、メルセデスのラングが4月のポー・グランプリから6月下旬のベルギーグランプリまで、出場した全てのレースで勝利するなど好調さを見せたが、フランスグランプリとドイツグランプリで首位走行中にエンジントラブルでリタイアする不運に見舞われ、フランスグランプリで初勝利を挙げたアウトウニオンのミューラーに追撃を許した。メルセデスのリチャード・シーマンは、雨のスパ・フランコルシャンでのベルギーグランプリにおいて、首位走行中にラ・ソース手前のクラブハウス・コーナーでコントロールを失い、クラッシュして死亡した。1939年シーズンは第二次世界大戦の勃発によって短縮され、英仏の対独宣戦布告当日に行われたベオグラードグランプリが、ドイツチームにとってシーズン最後のグランプリとなった。レースではタツィオ・ヌヴォラーリがアウトウニオン最後のグランプリを優勝で飾った。この年の9月に予定されていたチェコスロヴァキアグランプリと、ドニントングランプリはキャンセルされた。

### ヨーロッパ選手権グランプリ
| Rd | 開催日  | レース             | サーキット                 | PP(プラクティス最速) | ファステストラップ     | 優勝者                       | コンストラクター   | レポート |
| -- | ------- | ------------------ | -------------------------- | -------------------- | ---------------------- | ---------------------------- | ------------------ | -------- |
| 1  | 6月25日 | ベルギーグランプリ | スパ・フランコルシャン     | 抽選でグリッド決定   | ヘルマン・ラング       | ヘルマン・ラング             | メルセデス・ベンツ | 詳細     |
| 2  | 7月9日  | フランスグランプリ | ランス・グー               | ヘルマン・ラング     | ヘルマン・ラング       | ヘルマン・パウル・ミューラー | アウトウニオン     | 詳細     |
| 3  | 7月23日 | ドイツグランプリ   | ニュルブルクリンク         | ヘルマン・ラング     | ルドルフ・カラツィオラ | ルドルフ・カラツィオラ       | メルセデス・ベンツ | 詳細     |
| 4  | 8月20日 | スイスグランプリ   | ブレムガルテン・サーキット | ヘルマン・ラング     | ルドルフ・カラツィオラ | ヘルマン・ラング             | メルセデス・ベンツ | 詳細     |

### 非選手権グランプリ

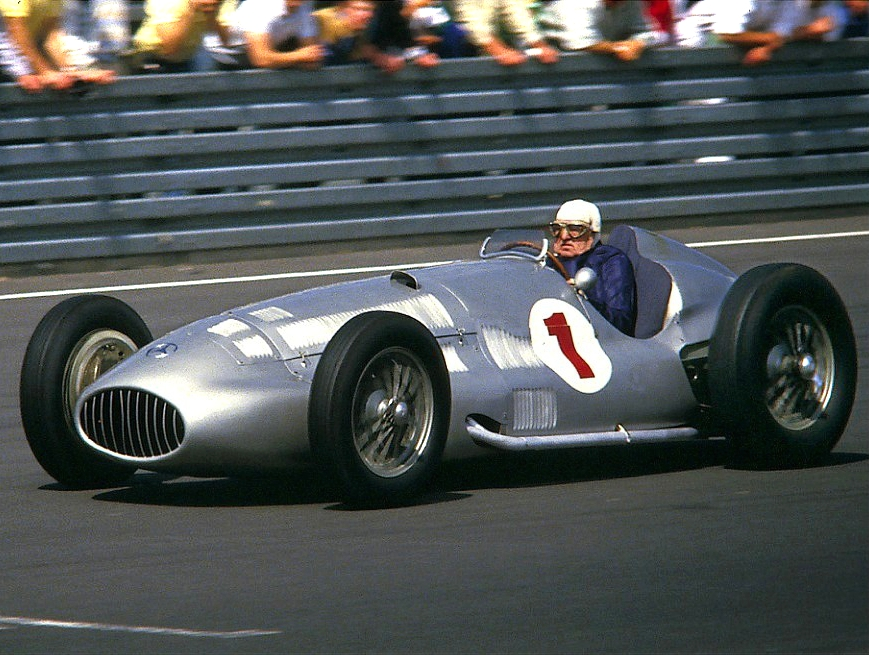
メルセデス・ベンツはメルセデスW154で参戦した。

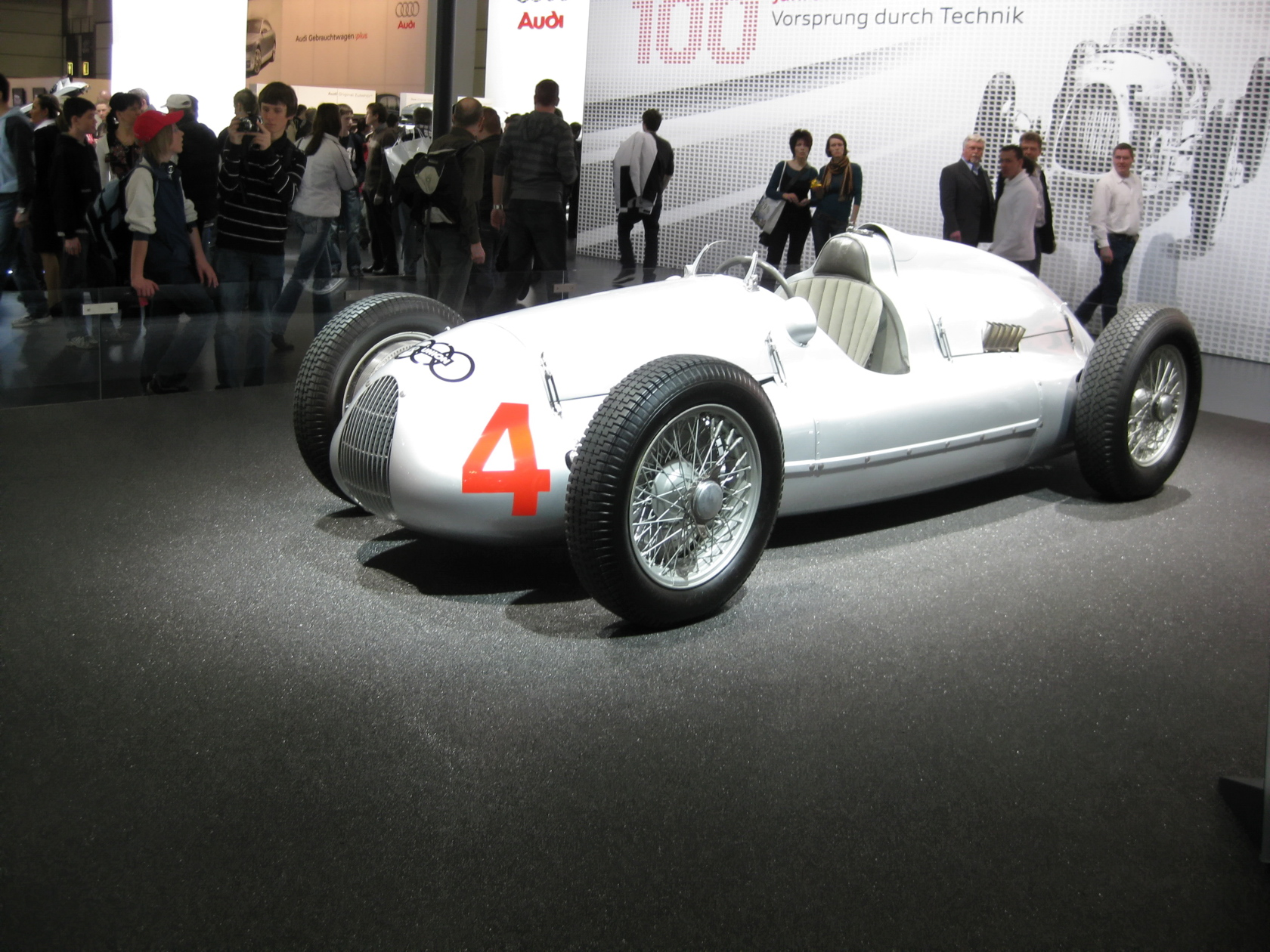
アウトウニオンDタイプ

| 開催日   | レース                                 | サーキット               | 優勝者                       | コンストラクター   | レポート |
| -------- | -------------------------------------- | ------------------------ | ---------------------------- | ------------------ | -------- |
| 4月2日   | ポー・グランプリ                       | ポー市街地コース         | ヘルマン・ラング             | メルセデス・ベンツ | 詳細     |
| 4月10日  | ロード・チャンピオンシップ             | ブルックランズ           | アーサー・ドブソン           | ERA                | 詳細     |
| 5月7日   | パリ杯                                 | リナ・モンレリ           | ジャン＝ピエール・ウィミーユ | ブガッティ         | 詳細     |
| 5月7日   | フィンランドグランプリ                 | インタルハ公園           | アドルフ・ヴェスタブルム     | アルファロメオ     | 詳細     |
| 5月21日  | アイフェルレンネン                     | ニュルブルクリンク       | ヘルマン・ラング             | メルセデス・ベンツ | 詳細     |
| 5月28日  | グランプリ・ド・フロンティエ           | シメイ市街地コース       | モーリス・トランティニアン   | ブガッティ         | 詳細     |
| 6月25日  | ブカレストグランプリ                   | ブカレスト市街地コース   | ハンス・シュトゥック         | アウトウニオン     | 詳細     |
| 7月30日  | ロンパート・グランプリ                 | アングレーム市街地コース | レイモン・ソメール           | アルファロメオ     | 詳細     |
| 8月7日   | キャンベル・トロフィー                 | ブルックランズ           | レイモンド・メイズ           | ERA                | 詳細     |
| 9月3日   | ベオグラードグランプリ                 | ベオグラード市街地コース | タツィオ・ヌヴォラーリ       | アウトウニオン     | 詳細     |
| 10月29日 | シルクイート・ド・ガヴェア・ナシオナル | ガヴェア市街地コース     | マヌエル・ド・テフェ         | マセラティ         | 詳細     |

## 1939年の非公式ドライバーズランキング
| 順位 | ドライバー                           | BEL | FRA | GER | SUI | Pts |
| ---- | ------------------------------------ | --- | --- | --- | --- | --- |
| 1    | ヘルマン・パウル・ミューラー         | Ret | 1   | 2   | 4   | 12  |
| 2    | ヘルマン・ラング                     | 1   | Ret | Ret | 1   | 14  |
| 3    | ルドルフ・カラツィオラ               | Ret | Ret | 1   | 2   | 17  |
| 4    | マンフレート・フォン・ブラウヒッチュ | 3   | Ret | Ret | 3   | 19  |
| =    | タツィオ・ヌヴォラーリ               | Ret | Ret | Ret | 5   | 19  |
| 6    | ルドルフ・ハッセ                     | 2   |     | Ret | Ret | 20  |
| =    | ルネ・ドレフュス                     |     | 7   | 4   | 8   | 20  |
| 8    | ゲオルグ・マイアー                   | Ret | 2   | Ret |     | 22  |
| 9    | レイモン・ソメール                   | 4   | 5   | Ret |     | 23  |
| =    | ハンス・シュトゥック                 |     | 6   | Ret | 10  | 23  |
| 11   | ロベール・マゾー                     | 5   |     | 6   |     | 24  |
| =    | “ラフ”                               |     | 9   | 5   |     | 24  |
| 13   | ジュゼッペ・ファリーナ               | Ret |     |     | 7   | 25  |
| 14   | パウル・ピーチュ                     |     |     | 3   | Ret | 26  |
| 15   | ルネ・ル・ベーグ                     |     | 3   |     |     | 27  |
| 16   | ルイ・ジェラール                     | 6   |     |     |     | 28  |
| =    | フィリップ・エトンスラン             |     | 4   |     |     | 28  |
| =    | ルイジ・キネッティ                   |     | 8   |     |     | 28  |
| =    | レオナルド・ヨア                     |     |     | 7   |     | 28  |
| =    | ハンス・ハルトマン                   |     |     |     | 6   | 28  |
| =    | クレメンテ・ビョンデッティ           |     |     |     | 9   | 28  |
| =    | ケネス・エヴァンス                   |     |     |     | 11  | 28  |
| =    | ジョニー・ウェイクフィールド         |     |     |     | 12  | 28  |
| =    | ロバート・アンセル                   |     |     |     | 13  | 28  |
| 25   | リチャード・シーマン                 | Ret |     |     |     | 29  |
| =    | アドルフォ・マンディローラ           | Ret |     | DSQ |     | 29  |
| =    | エマヌエル・ド・グラッフェンリード   |     |     |     | Ret | 29  |
| 28   | イヴ・マトラ                         |     | Ret |     |     | 30  |
| =    | ルイジ・ヴィッロレージ               |     |     | Ret |     | 30  |
| 30   | レイモンド・メイズ                   |     | Ret |     |     | 31  |
| =    | ハインツ・ブレンデル                 |     |     | Ret |     | 31  |
| =    | ジョヴァンニ・ロッコ                 |     |     |     | Ret | 31  |
| 順位 | ドライバー                           | BEL | FRA | GER | SUI | Pts |

| 色   | 結果                          | ポイント |
| ---- | ----------------------------- | -------- |
| 金色 | 勝者                          | 1        |
| 銀色 | 2位                           | 2        |
| 銅色 | 3位                           | 3        |
| 緑   | レースの75%以上を消化         | 4        |
| 青   | レースの50%以上 75%未満を消化 | 5        |
| 紫   | レースの25%以上 50%未満を消化 | 6        |
| 赤   | レースの25%未満を消化         | 7        |
| 黒   | 失格                          | 8        |
| 白   | 参加せず                      | 8        |